# 유록 (포령양후)
유록(劉祿, ? ~ ?)은 전한 후기의 제후로, 청하강왕의 아들이다.

## 행적
시원 6년(기원전 81년), 포령후(蒲領侯)에 봉해졌다.
시호를 양(煬)이라 하였고, 작위는 아들 유추가 이었다.

## 출전
- 반고, 《한서》 권15하 왕자후표 下

| 선대 유가 | 전한의 포령후 기원전 81년 ~ ? | 후대 아들 포령애후 유추 |